# Triac-Lautrait
Triac-Lautrait ist eine französische Gemeinde mit 462 Einwohnern (Stand: 1. Januar 2022) im Département Charente in der Region Nouvelle-Aquitaine; sie gehört zum Arrondissement Cognac und zum Kanton Jarnac.

## Geographie
Triac-Lautrait liegt etwa 13 Kilometer östlich von Cognac an der Charente. Nachbargemeinden von Triac-Lautrait sind Foussignac im Norden, Mérignac im Osten und Nordosten, Bassac im Osten und Südosten, Saint-Même-les-Carrières im Süden, Mainxe-Gondeville mit Gondeville im Südwesten sowie Jarnac im Westen.

## Bevölkerungsentwicklung
| Jahr                       | 1962 | 1968 | 1975 | 1982 | 1990 | 1999 | 2006 | 2017 |
| Einwohner                  | 342  | 344  | 339  | 342  | 401  | 398  | 434  | 453  |
| Quellen: Cassini und INSEE |      |      |      |      |      |      |      |      |

## Sehenswürdigkeiten
- Kirche Saint-Romain in Triac, Monument historique
- Schloss Triac aus dem 18. Jahrhundert, Monument historique
- Pyramide von Condé, Kriegsmahnmal von 1569, Monument historique

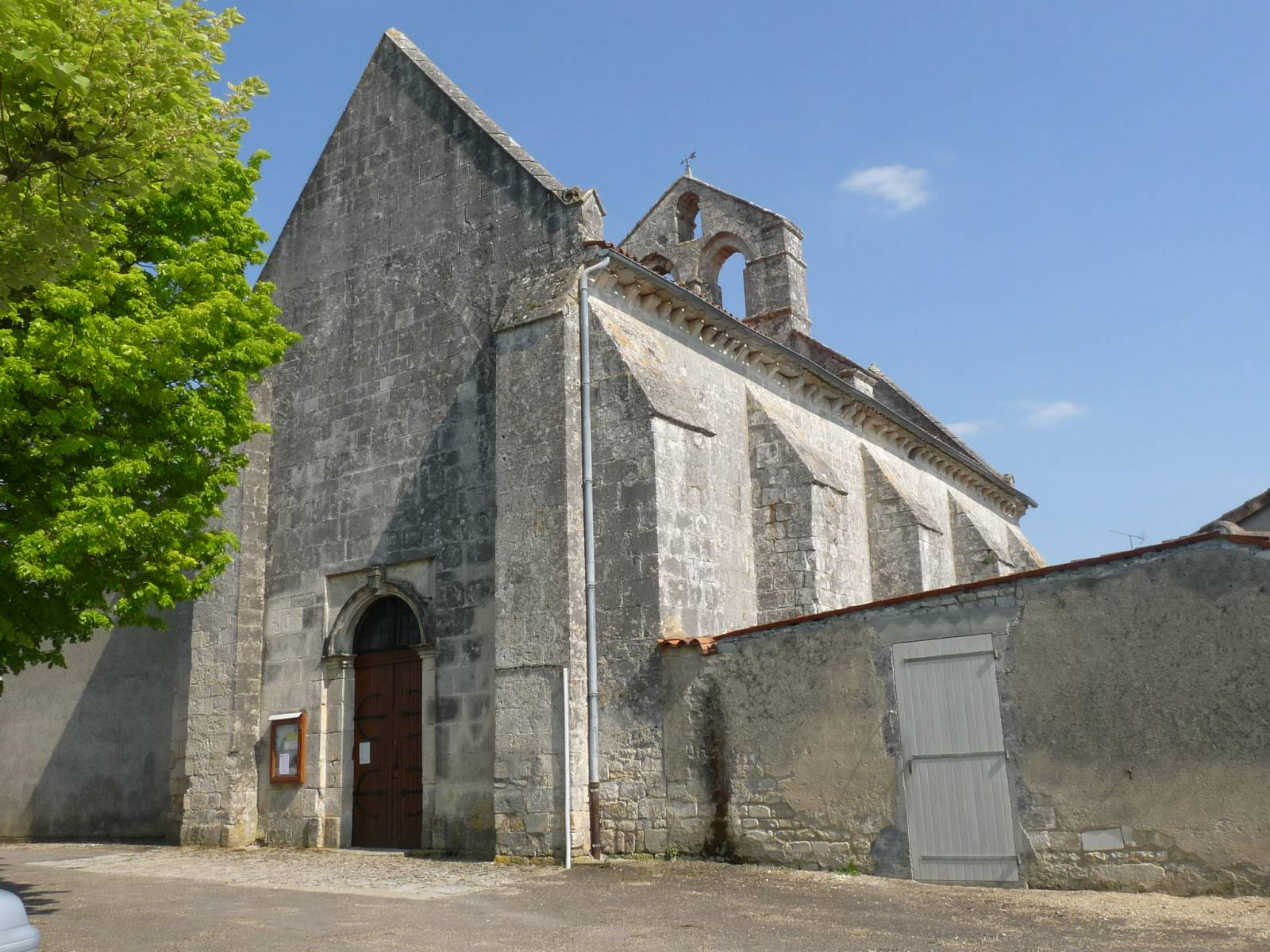
Kirche Saint-Romain
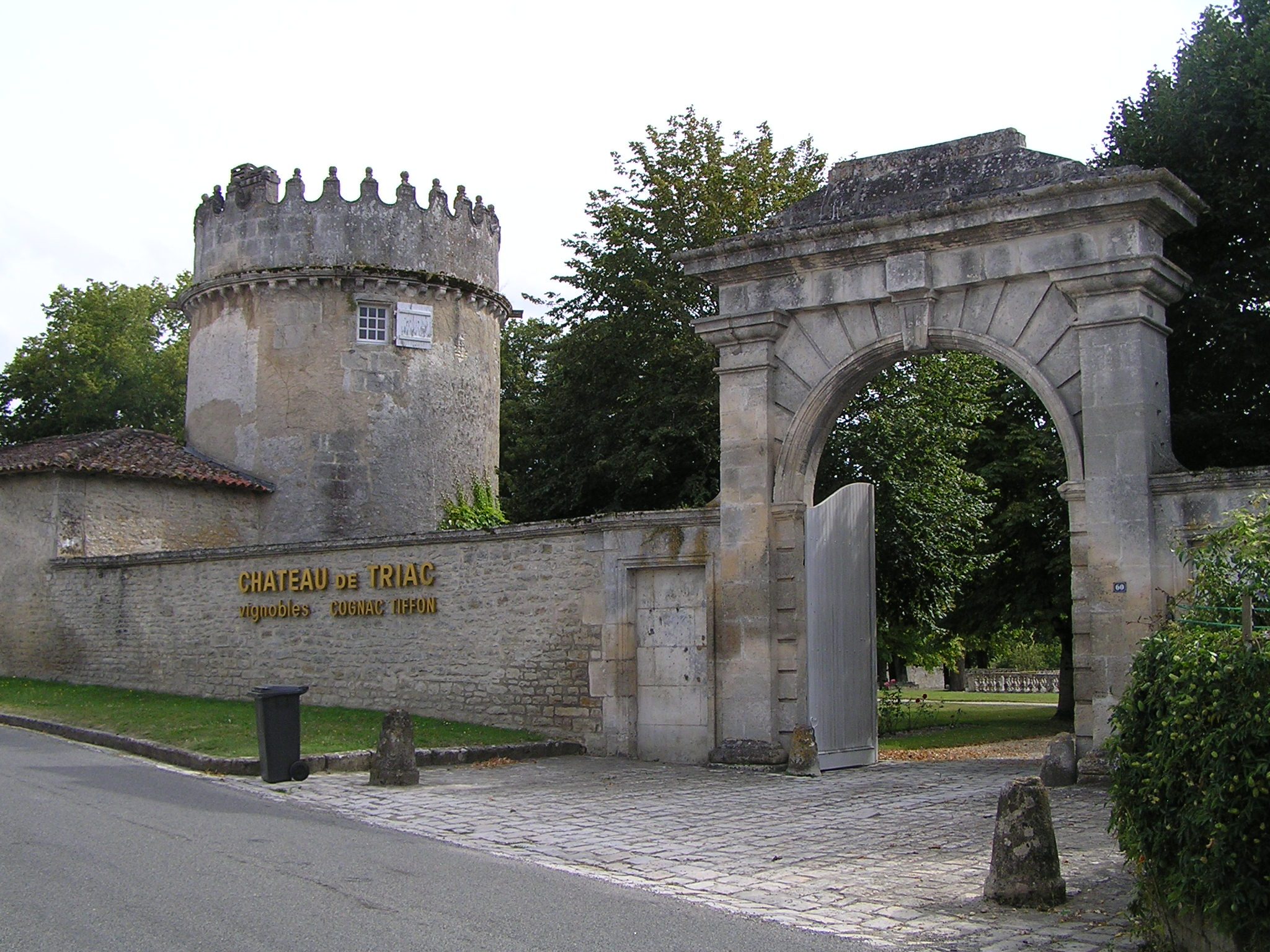
Einfahrt zum Schloss Triac
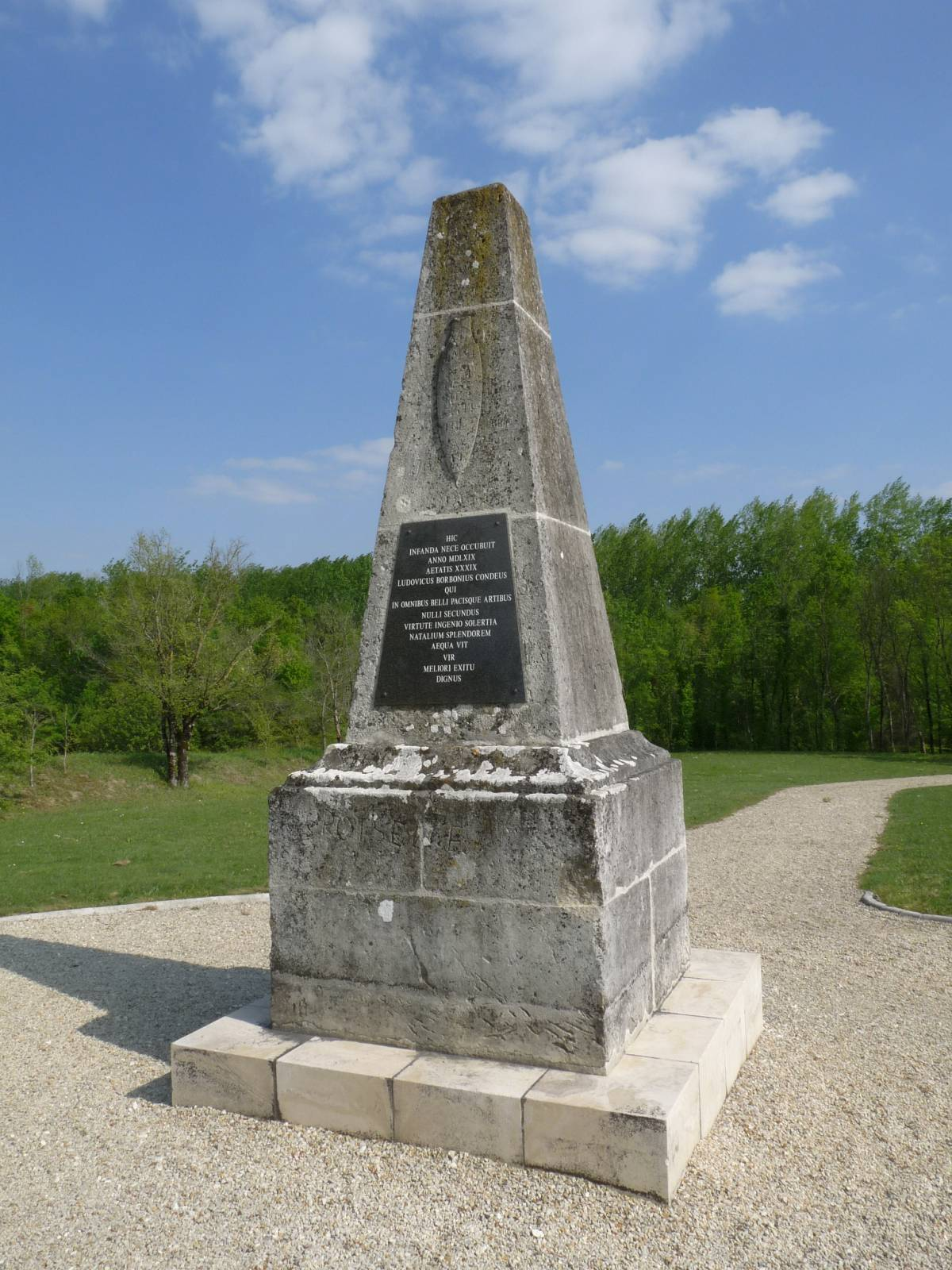
Pyramide von Condé